# All Along the Watchtower
För den skotska TV-serien med samma namn, se All Along the Watchtower (TV-serie)
All Along the Watchtower är en sång skriven av Bob Dylan. Den utkom 1967 på albumet John Wesley Harding. Låten släpptes även som singel, dock utan att nå listplacering. Den finns också med på flera av Dylans livealbum, exempelvis Before the Flood 1974 och At Budokan 1978. Enligt statistik på Dylans hemsida har han år 2014 framfört låten på scen över 2000 gånger.

## Covers
Covers på låten har spelats in av ett flertal artister. Den mest kända versionen spelades in av The Jimi Hendrix Experience redan samma år som Dylans och finns med på albumet Electric Ladyland från 1968. Den släpptes även som singel och blev en stor hit. I USA blev den hans högst placerade singel på Billboard-listan. Låten ligger på 47:e plats på tidningen Rolling Stones lista över de 500 bästa låtarna The 500 Greatest Songs of All Time. Inspelningen tilldelades också Grammy Hall of Fame Award år 2001. Låten spelas även i filmerna Forrest Gump, American Beauty, Watchmen och The Martian. Den förekommer även i TV-serien Sons of Anarchy. I science fiction TV-serien Battlestar Galactica är den ett viktigt musikaliskt tema.
U2 spelade låten live första gången 1981 och under Lovetown Tour 1989-90 spelades låten på samtliga konserter. De har även givit ut låten på albumet Rattle and Hum.
Andra artister som spelat in låten inkluderar Richie Havens, Weeds, XTC, Indigo Girls, Run DMC, Neil Young, TSOL, Elton John, Michael Hedges, Dave Matthews Band, Howie Day, The Grateful Dead, Phish, Lenny Kravitz, Paul Weller, Jeff Healey, Gov't Mule, Paperboys, Pat McGee Band, Pearl Jam och Bear McCreary, Michael Angelo Batio samt Träd, Gräs och Stenar.

## Listplaceringar – Jimi Hendrix
| Lista (1968)   | Position                              |
| -------------- | ------------------------------------- |
| Australien     | 9 (Go Set)                            |
| Danmark        | 13 (DR "Top 20")                      |
| Finland        | 15                                    |
| Frankrike      | 82 (SNEP)                             |
| Kanada         | 15 (RPM)                              |
| Nederländerna  | 9                                     |
| Nya Zeeland    | 6 (NZ Listner)                        |
| Storbritannien | 5                                     |
| Sverige        | 20 (Kvällstoppen)                     |
| Sverige        | - (Testad på Tio i topp, ej inröstad) |
| USA            | 20 (Billboard Hot 100)                |
| Västtyskland   | 21                                    |
| Österrike      | 17                                    |